# منتخب باربادوس لكرة الطائرة للسيدات
منتخب باربادوس لكرة الطائرة للسيدات (بالإنجليزية: Barbados women's national volleyball team)‏ هو ممثل باربادوس الرسمي في المنافسات الدولية في كرة طائرة للسيدات.